# Josef Walter (ginnasta)
Josef Walter (1º dicembre 1901 – Zurigo, luglio 1973) è stato un ginnasta svizzero.

## Palmarès

### Olimpiadi
- Argento a Berlino 1936 nel corpo libero.
- Argento a Berlino 1936 nel concorso a squadre.